# 馬拉威糧食危機
馬拉威糧食危機是指東非內陸國家馬拉威因為農作物欠收而造成的持續性糧食問題。從2005年起，糧食危機一直都是馬拉威的最主要問題，估計有超過500萬人口受影響，佔全國約1千萬人口的一半，當中主要集中在南部遠離水源的地方。馬拉威曾被聯合國評為世界上最不發達的國家之一，全國约有55%的人生活在貧窮線以下。馬拉威的經濟長期倚賴農產品出口，农业人口超過90%，因而國家經濟很容易受農產品的國際價格影響。農民多被逼生產價值較高但不能食用的農產品（例如煙草）。如果那些不能食用的植物收成時候價格回落，又不能用作糧食，農民只能以低價出售收成品，這些收入不足夠解決基本需要，形成惡性循環。而在南部種植玉米的農民，由經常因為乾旱而導致農作物失收。現時，馬拉威每年出產的玉米只有125萬噸，佔全國每年玉米消耗量340萬噸的37%。
由於糧食危機的出現，马拉维現任總統兼经济学家宾古·瓦·穆塔里卡於2005年10月15日宣佈國家進入緊急狀態。

## 外部連結
- UNICEF:Food crisis in Malawi compounded by HIV/AIDS （页面存档备份，存于）